# James Bergman

Zawodnik Ohio State Buckeyes

James D.Bergaman (ur. 7 września 1984) – amerykański zapaśnik w stylu wolnym. Zajął dziewiąte miejsce w mistrzostwach świata w 2010. Brązowy medalista mistrzostw panamerykańskich w 2010. Trzeci w Pucharze Świata w 2014; czwarty w 2013 i szósty w 2010 roku.
Zawodnik Oak Harbor High School i Ohio State University. Trzy razy All-American (2004, 2007, 2008) w NCAA Division I, drugi w 2008, trzeci w 2004, czwarty w 2007 roku.